# Laureaci Nagrody Nobla w dziedzinie fizjologii lub medycyny
Nagroda Nobla w dziedzinie fizjologii lub medycyny (szw. Nobelpriset i fysiologi eller medicin) – nagroda przyznawana corocznie przez Instytut Karolinska za wyjątkowe osiągnięcia naukowe z różnych dziedzin fizjologii lub medycyny.
Jest jedną z pięciu Nagród Nobla ustanowionych w testamencie przez Alfreda Nobla (zm. 1896). Jak zapisał on w swoim testamencie, nadzór nad nagrodą sprawuje Fundacja Noblowska, a przyznawana jest ona przez zgromadzenie wybierane przez Instytut Karolinska. Nazywana potocznie „Nagrodą Nobla z medycyny”, w rzeczywistości była precyzyjnie opisana przez Nobla w jego testamencie jako nagroda z fizjologii lub medycyny. Z tego powodu może być przyznana w każdej ze szczegółowych dziedzin obu tych nauk. Pierwszym laureatem nagrody był Emil Adolf von Behring w 1901 r.

## Nominacja i selekcja kandydatów
Obecnie Nagroda Nobla może być przyznana za dwie różne prace, ale w sumie liczba nagrodzonych osób nie może przekroczyć trzech. Do 1968 roku regulamin zezwalał na przyznanie nagrody większej liczbie osób, ale nigdy nie zdarzyło się to w praktyce.
Laureaci nagrody są wybierani przez Zgromadzenie Noblowskie Instytutu Karolinska, w skład którego wchodzi 50 profesorów tej instytucji. Ciałem wykonawczym Zgromadzenia jest Komitet Noblowski, który składa się z pięciu członków wybranych przez Zgromadzenie. Nominacja i selekcja kandydatów zaczyna się, we wrześniu roku poprzedzającego nadanie nagrody, przez wysłanie przez Komitet zaproszeń do nominacji do około 3000 profesorów z różnych światowych instytucji naukowych, poprzednich laureatów nagrody i członków Zgromadzenia. Nikt nie może nominować siebie samego. Z końcem stycznia następnego roku upływa termin nominacji, a w lutym Komitet zawęża liczbę nominowanych. Następnie od marca do maja zasięga się opinii wybranych ekspertów, by we wrześniu przedstawić Zgromadzeniu pisemny raport z rekomendowanymi kandydatami. Rekomendacje dyskutuje się na dwóch kolejnych zebraniach Zgromadzenia, które w październiku wybiera ostatecznych laureatów drogą głosowania większościowego. W tym samym miesiącu ogłasza się nazwiska laureatów. Nazwiska nominowanych, jak i nominujących, a także opinie i przebieg wyborów pozostają utajnione (klauzula tajności dotyczy zarówno kontaktów publicznych, jak i prywatnych) przez następne 50 lat.

## Nagroda
Każdy laureat otrzymuje medal, dyplom i nagrodę pieniężną, której wysokość jest różna w różnych latach. W 1901 roku von Behring otrzymał 150 782 korony szwedzkie (SEK). W 2023 przyznano nagrodę w wysokości 11 000 000 SEK. Nagroda jest uroczyście wręczana 10 grudnia w Sztokholmie, w rocznicę śmierci Nobla.
W 1939 roku jeden z laureatów, Niemiec Gerhard Domagk, nie dostał pozwolenia od swojego rządu na odebranie nagrody. Medal i dyplom, ale nie nagrodę pieniężną, otrzymał w późniejszych latach.

## Laureaci
Do 2024 roku 231 osobom przyznano 115 Nagród Nobla w dziedzinie fizjologii lub medycyny. Nagrody nie przyznano w dziewięciu latach: 1915–1918, 1921, 1925, 1940–1942. Do 2023 roku nagrodę dostało trzynaście kobiet. Najmłodszym laureatem nagrody był nagrodzony w wieku 32 lat Frederick Banting (w roku 1923), a najstarszym, mający 87 lat Peyton Rous (w roku 1966). W 1947 roku nagrodę wspólnie otrzymało małżeństwo Gerty i Carl Cori, a w 2014 roku May-Britt i Edvard Moser.
| Rok  | Laureat               | Laureat                         | Kraj rezydencji/narodowość          | Uzasadnienie |
| ---- | --------------------- | ------------------------------- | ----------------------------------- | --- |
| 1901 |                       | Emil Adolf von Behring          | Cesarstwo Niemieckie                | „za pracę nad terapią surowicą, w szczególności jej stosowania w leczeniu błonicy, która otworzyła nową drogę w dziedzinie nauk medycznych, dając do rąk lekarza zwycięską broń przeciwko chorobie i śmierci” |
| 1902 |                       | Ronald Ross                     | Wielka Brytania                     | „za pracę nad malarią, którymi pokazał, jak dostaje się ona do organizmu i tym samym stworzył podstawy dla badań tej choroby i metod jej zwalczania”                                                          |
| 1903 |                       | Niels Ryberg Finsen             | Dania                               | „[za] wkład w leczenie chorób, szczególnie gruźlicy skórnej, skoncentrowanymi promieniami świetlnymi, czym otworzył nową drogę dla nauk medycznych”                                                           |
| 1904 |                       | Iwan Pawłow                     | Imperium Rosyjskie                  | „w uznaniu pracy nad fizjologią układu trawiennego, przez co zmieniła i powiększyła się wiedza na temat życiowych aspektów tego tematu”                                                                       |
| 1905 |                       | Robert Koch                     | Cesarstwo Niemieckie                | „za badania i odkrycia dotyczące gruźlicy” |
| 1906 |                       | Camillo Golgi                   | Włochy                              | „w uznaniu za pracę nad strukturą układu nerwowego” |
| 1906 |                       | Santiago Ramón y Cajal          | Hiszpania                           | „w uznaniu za pracę nad strukturą układu nerwowego” |
| 1907 |                       | Charles Laveran                 | Francja                             | „w uznaniu prac nad rolą pierwotniaków w powodowaniu chorób” |
| 1908 |                       | Ilja Miecznikow                 | Imperium Rosyjskie                  | „w uznaniu pracy nad odpornością” |
| 1908 |                       | Paul Ehrlich                    | Cesarstwo Niemieckie                | „w uznaniu pracy nad odpornością” |
| 1909 |                       | Emil Theodor Kocher             | Szwajcaria                          | „za pracę nad fizjologią, patologią i chirurgią tarczycy” |
| 1910 |                       | Albrecht Kossel                 | Cesarstwo Niemieckie                | „w uznaniu wkładu w naszą wiedzę na temat chemii komórki poczynionego w jego pracy nad białkami, włączając w to substancje nukleinowe”                                                                        |
| 1911 |                       | Allvar Gullstrand               | Szwecja                             | „za pracę nad dioptryką oka” |
| 1912 |                       | Alexis Carrel                   | Francja                             | „[za] pracę nad techniką szwu naczyń i transplantacją naczyń krwionośnych i organów” |
| 1913 |                       | Charles Richet                  | Francja                             | „[za] pracę nad anafilaksją” |
| 1914 |                       | Robert Bárány                   | Austro-Węgry                        | „za pracę nad fizjologią i patologią układu przedsionkowego” |
| 1915 | nagrody nie przyznano | nagrody nie przyznano           | nagrody nie przyznano               | nagrody nie przyznano |
| 1916 | nagrody nie przyznano | nagrody nie przyznano           | nagrody nie przyznano               | nagrody nie przyznano |
| 1917 | nagrody nie przyznano | nagrody nie przyznano           | nagrody nie przyznano               | nagrody nie przyznano |
| 1918 | nagrody nie przyznano | nagrody nie przyznano           | nagrody nie przyznano               | nagrody nie przyznano |
| 1919 |                       | Jules Bordet                    | Belgia                              | „za odkrycia związane z odpornością” |
| 1920 |                       | Schack August Steenberg Krogh   | Dania                               | „za odkrycie mięśniowego mechanizmu regulacyjnego kapilar” |
| 1921 | nagrody nie przyznano | nagrody nie przyznano           | nagrody nie przyznano               | nagrody nie przyznano |
| 1922 |                       | Archibald Vivian Hill           | Wielka Brytania                     | „za odkrycia związane z wytwarzaniem ciepła w mięśniach” |
| 1922 |                       | Otto Fritz Meyerhof             | Niemcy                              | „za odkrycie ścisłego związku pomiędzy zużyciem tlenu, a metabolizmem kwasu mlekowego w mięśniu” |
| 1923 |                       | Frederick Grant Banting         | Kanada                              | „za odkrycie insuliny” |
| 1923 |                       | John James Richard Macleod      | Kanada                              | „za odkrycie insuliny” |
| 1924 |                       | Willem Einthoven                | Holandia                            | „za odkrycie zasady elektrokardiogramu” |
| 1925 | nagrody nie przyznano | nagrody nie przyznano           | nagrody nie przyznano               | nagrody nie przyznano |
| 1926 |                       | Johannes Andreas Grib Fibiger   | Dania                               | „za odkrycie Spiroptera carcinoma” |
| 1927 |                       | Julius Wagner-Jauregg           | Republika Austriacka                | „za odkrycie terapeutycznego znaczenia inokulacji malarii w leczeniu porażenia postępującego” |
| 1928 |                       | Charles Jules Henri Nicolle     | Francja                             | „za pracę nad tyfusem” |
| 1929 |                       | Christiaan Eijkman              | Holandia                            | „za odkrycie witaminy hamującej zapalenie nerwów” |
| 1929 |                       | Frederick Gowland Hopkins       | Wielka Brytania                     | „za odkrycie witamin stymulujących wzrost” |
| 1930 |                       | Karl Landsteiner                | Republika Austriacka                | „za odkrycie ludzkich grup krwi” |
| 1931 |                       | Otto Heinrich Warburg           | Niemcy                              | „za odkrycie natury i zasady działania enzymu oddechowego” |
| 1932 |                       | Charles Scott Sherrington       | Wielka Brytania                     | „za odkrycia dotyczące funkcji neuronów” |
| 1932 |                       | Edgar Douglas Adrian            | Wielka Brytania                     | „za odkrycia dotyczące funkcji neuronów” |
| 1933 |                       | Thomas Hunt Morgan              | Stany Zjednoczone                   | „za odkrycia dotyczące roli chromosomu w dziedziczeniu” |
| 1934 |                       | George Hoyt Whipple             | Stany Zjednoczone                   | „za odkrycia związane z leczeniem wątroby w przypadkach anemii” |
| 1934 |                       | George Richards Minot           | Stany Zjednoczone                   | „za odkrycia związane z leczeniem wątroby w przypadkach anemii” |
| 1934 |                       | William Parry Murphy            | Stany Zjednoczone                   | „za odkrycia związane z leczeniem wątroby w przypadkach anemii” |
| 1935 |                       | Hans Spemann                    | Niemcy                              | „za odkrycie efektu organizatora podczas rozwoju zarodkowego” |
| 1936 |                       | Henry Hallett Dale              | Wielka Brytania                     | „za odkrycie dotyczące chemicznego przekazywania impulsów nerwowych” |
| 1936 |                       | Otto Loewi                      | Austria                             | „za odkrycie dotyczące chemicznego przekazywania impulsów nerwowych” |
| 1937 |                       | Albert Szent-Györgyi            | Węgry                               | „za odkrycia dotyczące biologicznych procesów spalania, ze szczególnym uwzględnieniem witaminy C i przemian fumaranu”                                                                                         |
| 1938 |                       | Corneille Jean François Heymans | Belgia                              | „za odkrycie funkcji pełnionej przez zatokę szyjną i kłębek szyjny w regulacji oddychania” |
| 1939 |                       | Gerhard Domagk                  | Niemcy                              | „za odkrycie antybakteryjnych właściwości prontosilu” |
| 1940 | nagrody nie przyznano | nagrody nie przyznano           | nagrody nie przyznano               | nagrody nie przyznano |
| 1941 | nagrody nie przyznano | nagrody nie przyznano           | nagrody nie przyznano               | nagrody nie przyznano |
| 1942 | nagrody nie przyznano | nagrody nie przyznano           | nagrody nie przyznano               | nagrody nie przyznano |
| 1943 |                       | Carl Peter Henrik Dam           | Dania                               | „za odkrycie witaminy K” |
| 1943 |                       | Edward Adelbert Doisy           | Stany Zjednoczone                   | „za odkrycie chemicznej natury witaminy K” |
| 1944 |                       | Joseph Erlanger                 | Stany Zjednoczone                   | „za odkrycia związane z wysoce zróżnicowanymi funkcjami pojedynczych włókien nerwowych” |
| 1944 |                       | Herbert Spencer Gasser          | Stany Zjednoczone                   | „za odkrycia związane z wysoce zróżnicowanymi funkcjami pojedynczych włókien nerwowych” |
| 1945 |                       | Alexander Fleming               | Wielka Brytania                     | „za odkrycie penicyliny i jej leczniczego działania w różnych chorobach zakaźnych” |
| 1945 |                       | Ernst Boris Chain               | Wielka Brytania                     | „za odkrycie penicyliny i jej leczniczego działania w różnych chorobach zakaźnych” |
| 1945 |                       | Howard Walter Florey            | Australia                           | „za odkrycie penicyliny i jej leczniczego działania w różnych chorobach zakaźnych” |
| 1946 |                       | Hermann Joseph Muller           | Stany Zjednoczone                   | „za odkrycie indukcji mutacji za pomocą napromieniowywania promieniami X” |
| 1947 |                       | Carl Ferdinand Cori             | Stany Zjednoczone                   | „za odkrycie przebiegu katalitycznej przemiany glikogenu” |
| 1947 |                       | Gerty Cori                      | Stany Zjednoczone                   | „za odkrycie przebiegu katalitycznej przemiany glikogenu” |
| 1947 |                       | Bernardo Alberto Houssay        | Argentyna                           | „za odkrycie roli odgrywanej przez hormon przedniego płata przysadki w metabolizmie węglowodanów” |
| 1948 |                       | Paul Müller                     | Szwajcaria                          | „za odkrycie wysokiej skuteczności DDT, jako kontaktowego środka trującego przeciwko wielu stawonogom” |
| 1949 |                       | Walter Rudolf Hess              | Szwajcaria                          | „za odkrycie funkcjonalnej organizacji śródmózgowia, jako ośrodka koordynującego aktywność organów wewnętrznych”                                                                                              |
| 1949 |                       | Egas Moniz                      | Portugalia                          | „za odkrycie terapeutycznej wartości lobotomii w pewnych psychozach” |
| 1950 |                       | Philip Showalter Hench          | Stany Zjednoczone                   | „za odkrycia dotyczące hormonów kory nadnerczy, ich struktury i działania biologicznego” |
| 1950 |                       | Edward Calvin Kendall           | Stany Zjednoczone                   | „za odkrycia dotyczące hormonów kory nadnerczy, ich struktury i działania biologicznego” |
| 1950 |                       | Tadeusz Reichstein              | Szwajcaria · Polska                 | „za odkrycia dotyczące hormonów kory nadnerczy, ich struktury i działania biologicznego” |
| 1951 |                       | Max Theiler                     | Południowa Afryka                   | „za odkrycia związane z żółtą gorączką i jej zwalczaniem” |
| 1952 |                       | Selman Abraham Waksman          | Stany Zjednoczone                   | „za odkrycie streptomycyny, pierwszego antybiotyku skutecznego w zwalczaniu gruźlicy” |
| 1953 |                       | Hans Adolf Krebs                | Wielka Brytania                     | „za odkrycie cyklu kwasu cytrynowego” |
| 1953 |                       | Fritz Albert Lipmann            | Stany Zjednoczone                   | „za odkrycie koenzymu A i jego pośredniczącej roli w metabolizmie” |
| 1954 |                       | John Franklin Enders            | Stany Zjednoczone                   | „za odkrycie zdolności wirusa polio do wzrostu w kulturach różnego rodzaju tkanek” |
| 1954 |                       | Frederick Chapman Robbins       | Stany Zjednoczone                   | „za odkrycie zdolności wirusa polio do wzrostu w kulturach różnego rodzaju tkanek” |
| 1954 |                       | Thomas Huckle Weller            | Stany Zjednoczone                   | „za odkrycie zdolności wirusa polio do wzrostu w kulturach różnego rodzaju tkanek” |
| 1955 |                       | Axel Hugo Theodor Theorell      | Szwecja                             | „za odkrycia dotyczące natury i działania enzymów oksydacyjnych” |
| 1956 |                       | André Frédéric Cournand         | Stany Zjednoczone                   | „za odkrycia dotyczące cewnikowania serca i patologicznych zmian w układzie krążenia” |
| 1956 |                       | Werner Forssmann                | Niemcy Zachodnie                    | „za odkrycia dotyczące cewnikowania serca i patologicznych zmian w układzie krążenia” |
| 1956 |                       | Dickinson W. Richards           | Stany Zjednoczone                   | „za odkrycia dotyczące cewnikowania serca i patologicznych zmian w układzie krążenia” |
| 1957 |                       | Daniel Bovet                    | Włochy                              | „za odkrycia dotyczące syntetycznych związków, które hamują działanie pewnych substancji w organizmie i szczególnie do ich działania na system krwionośny i mięśnie szkieletowe”                              |
| 1958 |                       | George Wells Beadle             | Stany Zjednoczone                   | „za odkrycie, że geny działają poprzez regulowanie określonych wydarzeń chemicznych” |
| 1958 |                       | Edward Lawrie Tatum             | Stany Zjednoczone                   | „za odkrycie, że geny działają poprzez regulowanie określonych wydarzeń chemicznych” |
| 1958 |                       | Joshua Lederberg                | Stany Zjednoczone                   | „za odkrycia dotyczące rekombinacji genetycznej i organizacji materiału genetycznego bakterii” |
| 1959 |                       | Arthur Kornberg                 | Stany Zjednoczone                   | „za odkrycie mechanizmów biologicznej syntezy kwasów rybonukleinowych i kwasów deoksyrybonukleinowych” |
| 1959 |                       | Severo Ochoa                    | Stany Zjednoczone · Hiszpania       | „za odkrycie mechanizmów biologicznej syntezy kwasów rybonukleinowych i kwasów deoksyrybonukleinowych” |
| 1960 |                       | Frank Macfarlane Burnet         | Australia                           | „za odkrycie nabytej tolerancji immunologicznej” |
| 1960 |                       | Peter Brian Medawar             | Wielka Brytania                     | „za odkrycie nabytej tolerancji immunologicznej” |
| 1961 |                       | Georg von Békésy                | Stany Zjednoczone                   | „za odkrycie fizycznego mechanizmu stymulacji wewnątrz ślimaka” |
| 1962 |                       | Francis Harry Compton Crick     | Wielka Brytania                     | „za odkrycie dotyczące struktury molekularnej kwasów nukleinowych i jej znaczenia w przekazywaniu informacji w substancjach ożywionych”                                                                       |
| 1962 |                       | James Dewey Watson              | Stany Zjednoczone                   | „za odkrycie dotyczące struktury molekularnej kwasów nukleinowych i jej znaczenia w przekazywaniu informacji w substancjach ożywionych”                                                                       |
| 1962 |                       | Maurice Hugh Frederick Wilkins  | Wielka Brytania · Nowa Zelandia     | „za odkrycie dotyczące struktury molekularnej kwasów nukleinowych i jej znaczenia w przekazywaniu informacji w substancjach ożywionych”                                                                       |
| 1963 |                       | John Carew Eccles               | Australia                           | „za odkrycia dotyczące mechanizmów jonowych zaangażowanych w pobudzanie i inhibicję peryferyjnych i centralnych części błony komórkowej nerwów”                                                               |
| 1963 |                       | Alan Lloyd Hodgkin              | Wielka Brytania                     | „za odkrycia dotyczące mechanizmów jonowych zaangażowanych w pobudzanie i inhibicję peryferyjnych i centralnych części błony komórkowej nerwów”                                                               |
| 1963 |                       | Andrew Fielding Huxley          | Wielka Brytania                     | „za odkrycia dotyczące mechanizmów jonowych zaangażowanych w pobudzanie i inhibicję peryferyjnych i centralnych części błony komórkowej nerwów”                                                               |
| 1964 |                       | Konrad Bloch                    | Stany Zjednoczone                   | „za odkrycia dotyczące mechanizmu i regulacji metabolizmu cholesterolu i kwasów tłuszczowych” |
| 1964 |                       | Feodor Lynen                    | Niemcy Zachodnie                    | „za odkrycia dotyczące mechanizmu i regulacji metabolizmu cholesterolu i kwasów tłuszczowych” |
| 1965 |                       | François Jacob                  | Francja                             | „za odkrycia dotyczące genetycznej kontroli enzymów i syntezy wirusów” |
| 1965 |                       | André Lwoff                     | Francja                             | „za odkrycia dotyczące genetycznej kontroli enzymów i syntezy wirusów” |
| 1965 |                       | Jacques Monod                   | Francja                             | „za odkrycia dotyczące genetycznej kontroli enzymów i syntezy wirusów” |
| 1966 |                       | Peyton Rous                     | Stany Zjednoczone                   | „za odkrycie wirusów indukujących powstawanie guzów” |
| 1966 |                       | Charles Brenton Huggins         | Stany Zjednoczone                   | „za odkrycia dotyczące leczenia hormonalnego raka prostaty” |
| 1967 |                       | Ragnar Granit                   | Szwecja · Finlandia                 | „za odkrycia dotyczące podstawowych fizjologicznych i chemicznych procesów widzenia w oku” |
| 1967 |                       | Haldan Keffer Hartline          | Stany Zjednoczone                   | „za odkrycia dotyczące podstawowych fizjologicznych i chemicznych procesów widzenia w oku” |
| 1967 |                       | George Wald                     | Stany Zjednoczone                   | „za odkrycia dotyczące podstawowych fizjologicznych i chemicznych procesów widzenia w oku” |
| 1968 |                       | Robert W. Holley                | Stany Zjednoczone                   | „za interpretację kodu genetycznego i jego funkcji w syntezie białka” |
| 1968 |                       | Har Gobind Khorana              | Stany Zjednoczone                   | „za interpretację kodu genetycznego i jego funkcji w syntezie białka” |
| 1968 |                       | Marshall W. Nirenberg           | Stany Zjednoczone                   | „za interpretację kodu genetycznego i jego funkcji w syntezie białka” |
| 1969 |                       | Max Delbrück                    | Stany Zjednoczone                   | „za odkrycia dotyczące mechanizmów replikacji i struktury genetycznej wirusów” |
| 1969 |                       | Alfred D. Hershey               | Stany Zjednoczone                   | „za odkrycia dotyczące mechanizmów replikacji i struktury genetycznej wirusów” |
| 1969 |                       | Salvador E. Luria               | Stany Zjednoczone                   | „za odkrycia dotyczące mechanizmów replikacji i struktury genetycznej wirusów” |
| 1970 |                       | Julius Axelrod                  | Stany Zjednoczone                   | „za odkrycia dotyczące humoralnych transmiterów w zakończeniach nerwowych i mechanizmu ich przechowywania, uwalniania i inaktywacji”                                                                          |
| 1970 |                       | Ulf von Euler                   | Szwecja                             | „za odkrycia dotyczące humoralnych transmiterów w zakończeniach nerwowych i mechanizmu ich przechowywania, uwalniania i inaktywacji”                                                                          |
| 1970 |                       | Bernard Katz                    | Wielka Brytania                     | „za odkrycia dotyczące humoralnych transmiterów w zakończeniach nerwowych i mechanizmu ich przechowywania, uwalniania i inaktywacji”                                                                          |
| 1971 |                       | Earl W. Sutherland Jr.          | Stany Zjednoczone                   | „za odkrycia dotyczące mechanizmu działania hormonów” |
| 1972 |                       | Gerald M. Edelman               | Stany Zjednoczone                   | „za odkrycia dotyczące chemicznej struktury przeciwciał” |
| 1972 |                       | Rodney R. Porter                | Wielka Brytania                     | „za odkrycia dotyczące chemicznej struktury przeciwciał” |
| 1973 |                       | Karl von Frisch                 | Niemcy Zachodnie                    | „za odkrycia dotyczące organizacji i wywoływania jednostkowych i społecznych wzorców zachowań” |
| 1973 |                       | Konrad Lorenz                   | Austria                             | „za odkrycia dotyczące organizacji i wywoływania jednostkowych i społecznych wzorców zachowań” |
| 1973 |                       | Nikolaas Tinbergen              | Wielka Brytania                     | „za odkrycia dotyczące organizacji i wywoływania jednostkowych i społecznych wzorców zachowań” |
| 1974 |                       | Albert Claude                   | Belgia                              | „za odkrycia dotyczące strukturalnej i funkcjonalnej organizacji komórki” |
| 1974 |                       | Christian de Duve               | Belgia                              | „za odkrycia dotyczące strukturalnej i funkcjonalnej organizacji komórki” |
| 1974 |                       | George E. Palade                | Stany Zjednoczone                   | „za odkrycia dotyczące strukturalnej i funkcjonalnej organizacji komórki” |
| 1975 |                       | David Baltimore                 | Stany Zjednoczone                   | „za odkrycia dotyczące interakcji pomiędzy wirusami indukującymi powstawanie guzów a genetycznym materiałem komórki”                                                                                          |
| 1975 |                       | Renato Dulbecco                 | Stany Zjednoczone                   | „za odkrycia dotyczące interakcji pomiędzy wirusami indukującymi powstawanie guzów a genetycznym materiałem komórki”                                                                                          |
| 1975 |                       | Howard Martin Temin             | Stany Zjednoczone                   | „za odkrycia dotyczące interakcji pomiędzy wirusami indukującymi powstawanie guzów a genetycznym materiałem komórki”                                                                                          |
| 1976 |                       | Baruch S. Blumberg              | Stany Zjednoczone                   | „za odkrycia dotyczące nowych mechanizmów tworzenia i rozprzestrzeniania się chorób zakaźnych” |
| 1976 |                       | D. Carleton Gajdusek            | Stany Zjednoczone                   | „za odkrycia dotyczące nowych mechanizmów tworzenia i rozprzestrzeniania się chorób zakaźnych” |
| 1977 |                       | Roger Guillemin                 | Stany Zjednoczone                   | „za odkrycia dotyczące produkcji hormonów peptydowych w mózgu” |
| 1977 |                       | Andrew Schally                  | Polska · Stany Zjednoczone          | „za odkrycia dotyczące produkcji hormonów peptydowych w mózgu” |
| 1977 |                       | Rosalyn Yalow                   | Stany Zjednoczone                   | „za rozwinięcie radioimmunologicznej metody oznaczania hormonów peptydowych” |
| 1978 |                       | Werner Arber                    | Szwajcaria                          | „za odkrycie enzymów restrykcyjnych i ich zastosowania w genetyce molekularnej” |
| 1978 |                       | Daniel Nathans                  | Stany Zjednoczone                   | „za odkrycie enzymów restrykcyjnych i ich zastosowania w genetyce molekularnej” |
| 1978 |                       | Hamilton O. Smith               | Stany Zjednoczone                   | „za odkrycie enzymów restrykcyjnych i ich zastosowania w genetyce molekularnej” |
| 1979 |                       | Allan M. Cormack                | Stany Zjednoczone                   | „za rozwój tomografii komputerowej” |
| 1979 |                       | Godfrey N. Hounsfield           | Wielka Brytania                     | „za rozwój tomografii komputerowej” |
| 1980 |                       | Baruj Benacerraf                | Stany Zjednoczone                   | „za odkrycia dotyczące determinowanych genetycznie struktur na powierzchni komórek, które regulują odpowiedzi immunologiczne”                                                                                 |
| 1980 |                       | Jean Dausset                    | Francja                             | „za odkrycia dotyczące determinowanych genetycznie struktur na powierzchni komórek, które regulują odpowiedzi immunologiczne”                                                                                 |
| 1980 |                       | George D. Snell                 | Stany Zjednoczone                   | „za odkrycia dotyczące determinowanych genetycznie struktur na powierzchni komórek, które regulują odpowiedzi immunologiczne”                                                                                 |
| 1981 |                       | Roger W. Sperry                 | Stany Zjednoczone                   | „za odkrycia dotyczące funkcjonalnej specjalizacji półkul mózgowych” |
| 1981 |                       | David H. Hubel                  | Stany Zjednoczone                   | „za odkrycia dotyczące przekazywania informacji w układzie wzrokowym” |
| 1981 |                       | Torsten N. Wiesel               | Szwecja                             | „za odkrycia dotyczące przekazywania informacji w układzie wzrokowym” |
| 1982 |                       | Sune K. Bergström               | Szwecja                             | „za odkrycie dotyczące prostanglandyn i spokrewnionych z nimi związków aktywnych biologicznie” |
| 1982 |                       | Bengt I. Samuelsson             | Szwecja                             | „za odkrycie dotyczące prostanglandyn i spokrewnionych z nimi związków aktywnych biologicznie” |
| 1982 |                       | John R. Vane                    | Wielka Brytania                     | „za odkrycie dotyczące prostanglandyn i spokrewnionych z nimi związków aktywnych biologicznie” |
| 1983 |                       | Barbara McClintock              | Stany Zjednoczone                   | „za odkrycie ruchomych elementów genetycznych” |
| 1984 |                       | Niels K. Jerne                  | Dania                               | „za teorie dotyczące specyficzności w rozwoju i kontroli układu immunologicznego i odkrycia zasad produkcji przeciwciał monoklonalnych”                                                                       |
| 1984 |                       | Georges Köhler                  | Niemcy Zachodnie                    | „za teorie dotyczące specyficzności w rozwoju i kontroli układu immunologicznego i odkrycia zasad produkcji przeciwciał monoklonalnych”                                                                       |
| 1984 |                       | César Milstein                  | Wielka Brytania · Argentyna         | „za teorie dotyczące specyficzności w rozwoju i kontroli układu immunologicznego i odkrycia zasad produkcji przeciwciał monoklonalnych”                                                                       |
| 1985 |                       | Michael S. Brown                | Stany Zjednoczone                   | „za odkrycia dotyczące regulacji metabolizmu cholesterolu” |
| 1985 |                       | Joseph L. Goldstein             | Stany Zjednoczone                   | „za odkrycia dotyczące regulacji metabolizmu cholesterolu” |
| 1986 |                       | Stanley Cohen                   | Stany Zjednoczone                   | „za odkrycia czynników wzrostu” |
| 1986 |                       | Rita Levi-Montalcini            | Włochy · Stany Zjednoczone          | „za odkrycia czynników wzrostu” |
| 1987 |                       | Susumu Tonegawa                 | Japonia                             | „za odkrycie genetycznego podłoża generacji różnorodności przeciwciał” |
| 1988 |                       | James W. Black                  | Wielka Brytania                     | „za odkrycie ważnych zasad leczenia farmakologicznego” |
| 1988 |                       | Gertrude B. Elion               | Stany Zjednoczone                   | „za odkrycie ważnych zasad leczenia farmakologicznego” |
| 1988 |                       | George H. Hitchings             | Stany Zjednoczone                   | „za odkrycie ważnych zasad leczenia farmakologicznego” |
| 1989 |                       | J. Michael Bishop               | Stany Zjednoczone                   | „za odkrycie komórkowego pochodzenia retrowirusowych onkogenów” |
| 1989 |                       | Harold E. Varmus                | Stany Zjednoczone                   | „za odkrycie komórkowego pochodzenia retrowirusowych onkogenów” |
| 1990 |                       | Joseph E. Murray                | Stany Zjednoczone                   | „za odkrycia dotyczące transplantacji narządów i komórek w leczeniu ludzkich chorób” |
| 1990 |                       | E. Donnall Thomas               | Stany Zjednoczone                   | „za odkrycia dotyczące transplantacji narządów i komórek w leczeniu ludzkich chorób” |
| 1991 |                       | Erwin Neher                     | Niemcy                              | „za odkrycia dotyczące funkcji pojedynczych kanałów jonowych w komórkach” |
| 1991 |                       | Bert Sakmann                    | Niemcy                              | „za odkrycia dotyczące funkcji pojedynczych kanałów jonowych w komórkach” |
| 1992 |                       | Edmond H. Fischer               | Stany Zjednoczone · Szwajcaria      | „za odkrycia dotyczące fosforylacji białek, jako biologicznego mechanizmu regulatorowego” |
| 1992 |                       | Edwin G. Krebs                  | Stany Zjednoczone                   | „za odkrycia dotyczące fosforylacji białek, jako biologicznego mechanizmu regulatorowego” |
| 1993 |                       | Richard J. Roberts              | Wielka Brytania                     | „za odkrycie genów nieciągłych” |
| 1993 |                       | Phillip A. Sharp                | Stany Zjednoczone                   | „za odkrycie genów nieciągłych” |
| 1994 |                       | Alfred G. Gilman                | Stany Zjednoczone                   | „za odkrycie białek G i roli tych białek w przekazywaniu sygnału w komórkach” |
| 1994 |                       | Martin Rodbell                  | Stany Zjednoczone                   | „za odkrycie białek G i roli tych białek w przekazywaniu sygnału w komórkach” |
| 1995 |                       | Edward B. Lewis                 | Stany Zjednoczone                   | „za odkrycia dotyczące kontroli genetycznej wczesnego rozwoju zarodkowego” |
| 1995 |                       | Christiane Nüsslein-Volhard     | Niemcy                              | „za odkrycia dotyczące kontroli genetycznej wczesnego rozwoju zarodkowego” |
| 1995 |                       | Eric F. Wieschaus               | Stany Zjednoczone                   | „za odkrycia dotyczące kontroli genetycznej wczesnego rozwoju zarodkowego” |
| 1996 |                       | Peter C. Doherty                | Australia                           | „za odkrycia dotyczące specyficzności komórkowej odporności immunologicznej” |
| 1996 |                       | Rolf M. Zinkernagel             | Szwajcaria                          | „za odkrycia dotyczące specyficzności komórkowej odporności immunologicznej” |
| 1997 |                       | Stanley B. Prusiner             | Stany Zjednoczone                   | „za odkrycie prionów – nowego biologicznego podłoża infekcji” |
| 1998 |                       | Robert F. Furchgott             | Stany Zjednoczone                   | „za odkrycia dotyczące tlenku azotu, jako cząsteczki sygnałowej w układzie krwionośnym” |
| 1998 |                       | Louis J. Ignarro                | Stany Zjednoczone                   | „za odkrycia dotyczące tlenku azotu, jako cząsteczki sygnałowej w układzie krwionośnym” |
| 1998 |                       | Ferid Murad                     | Stany Zjednoczone                   | „za odkrycia dotyczące tlenku azotu, jako cząsteczki sygnałowej w układzie krwionośnym” |
| 1999 |                       | Günter Blobel                   | Stany Zjednoczone                   | „za odkrycie, że białka są wyposażone w sekwencje sygnalne, które zawiadują ich transportem i lokalizacją komórkową”                                                                                          |
| 2000 |                       | Arvid Carlsson                  | Szwecja                             | „za odkrycia dotyczące przekazywania sygnału w układzie nerwowym” |
| 2000 |                       | Paul Greengard                  | Stany Zjednoczone                   | „za odkrycia dotyczące przekazywania sygnału w układzie nerwowym” |
| 2000 |                       | Eric R. Kandel                  | Stany Zjednoczone                   | „za odkrycia dotyczące przekazywania sygnału w układzie nerwowym” |
| 2001 |                       | Leland H. Hartwell              | Stany Zjednoczone                   | „za odkrycia kluczowych regulatorów cyklu komórkowego” |
| 2001 |                       | Tim Hunt                        | Wielka Brytania                     | „za odkrycia kluczowych regulatorów cyklu komórkowego” |
| 2001 |                       | Paul M. Nurse                   | Wielka Brytania                     | „za odkrycia kluczowych regulatorów cyklu komórkowego” |
| 2002 |                       | Sydney Brenner                  | Wielka Brytania                     | „za odkrycia dotyczące genetycznej regulacji rozwoju organów i programowanej śmierci komórki” |
| 2002 |                       | Howard Robert Horvitz           | Stany Zjednoczone                   | „za odkrycia dotyczące genetycznej regulacji rozwoju organów i programowanej śmierci komórki” |
| 2002 |                       | John E. Sulston                 | Wielka Brytania                     | „za odkrycia dotyczące genetycznej regulacji rozwoju organów i programowanej śmierci komórki” |
| 2003 |                       | Paul Lauterbur                  | Stany Zjednoczone                   | „za odkrycia dotyczące obrazowania rezonansu magnetycznego” |
| 2003 |                       | Peter Mansfield                 | Wielka Brytania                     | „za odkrycia dotyczące obrazowania rezonansu magnetycznego” |
| 2004 |                       | Richard Axel                    | Stany Zjednoczone                   | „za odkrycia związane z receptorami węchowymi i organizacją układu węchowego” |
| 2004 |                       | Linda B. Buck                   | Stany Zjednoczone                   | „za odkrycia związane z receptorami węchowymi i organizacją układu węchowego” |
| 2005 |                       | Barry J. Marshall               | Australia                           | „za odkrycie bakterii Helicobacter pylori i jej roli w zapaleniu błony śluzowej żołądka i chorobie wrzodowej”                                                                                                 |
| 2005 |                       | J. Robin Warren                 | Australia                           | „za odkrycie bakterii Helicobacter pylori i jej roli w zapaleniu błony śluzowej żołądka i chorobie wrzodowej”                                                                                                 |
| 2006 |                       | Andrew Z. Fire                  | Stany Zjednoczone                   | „za odkrycie interferencji RNA – wyciszania genów przez dwuniciowe RNA” |
| 2006 |                       | Craig C. Mello                  | Stany Zjednoczone                   | „za odkrycie interferencji RNA – wyciszania genów przez dwuniciowe RNA” |
| 2007 |                       | Mario R. Capecchi               | Stany Zjednoczone                   | „za odkrycia zasad rządzących wprowadzaniem specyficznych modyfikacji genowych w myszach z użyciem embrionalnych komórek macierzystych”                                                                       |
| 2007 |                       | Martin J. Evans                 | Wielka Brytania                     | „za odkrycia zasad rządzących wprowadzaniem specyficznych modyfikacji genowych w myszach z użyciem embrionalnych komórek macierzystych”                                                                       |
| 2007 |                       | Oliver Smithies                 | Stany Zjednoczone                   | „za odkrycia zasad rządzących wprowadzaniem specyficznych modyfikacji genowych w myszach z użyciem embrionalnych komórek macierzystych”                                                                       |
| 2008 |                       | Harald zur Hausen               | Niemcy                              | „za odkrycie, że wirus brodawczaka ludzkiego powoduje raka szyjki macicy” |
| 2008 |                       | Françoise Barré-Sinoussi        | Francja                             | „za odkrycie ludzkiego wirusa niedoboru odporności” |
| 2008 |                       | Luc Montagnier                  | Francja                             | „za odkrycie ludzkiego wirusa niedoboru odporności” |
| 2009 |                       | Elizabeth Blackburn             | Stany Zjednoczone · Australia       | „za odkrycie, jak chromosomy są chronione przez telomery i telomerazę” |
| 2009 |                       | Carol Greider                   | Stany Zjednoczone                   | „za odkrycie, jak chromosomy są chronione przez telomery i telomerazę” |
| 2009 |                       | Jack Szostak                    | Stany Zjednoczone · Wielka Brytania | „za odkrycie, jak chromosomy są chronione przez telomery i telomerazę” |
| 2010 |                       | Robert Edwards                  | Wielka Brytania                     | „za opracowanie metody zapłodnienia in vitro” |
| 2011 |                       | Ralph Steinman                  | Kanada                              | „za odkrycie komórki dendrytycznej i jej roli w odporności nabytej” |
| 2011 |                       | Bruce Beutler                   | Stany Zjednoczone                   | „za odkrycia dotyczące aktywacji odporności wrodzonej” |
| 2011 |                       | Jules Hoffmann                  | Luksemburg                          | „za odkrycia dotyczące aktywacji odporności wrodzonej” |
| 2012 |                       | John Gurdon                     | Wielka Brytania                     | „za odkrycie, że dorosłe komórki można przeprogramować tak, by stały się one komórkami pluripotentnymi” |
| 2012 |                       | Shin’ya Yamanaka                | Japonia                             | „za odkrycie, że dorosłe komórki można przeprogramować tak, by stały się one komórkami pluripotentnymi” |
| 2013 |                       | James Rothman                   | Stany Zjednoczone                   | „za odkrycia dotyczące maszynerii regulującej transport pęcherzykowy – główny system transportowy w naszych komórkach”                                                                                        |
| 2013 |                       | Randy Schekman                  | Stany Zjednoczone                   | „za odkrycia dotyczące maszynerii regulującej transport pęcherzykowy – główny system transportowy w naszych komórkach”                                                                                        |
| 2013 |                       | Thomas Südhof                   | Niemcy                              | „za odkrycia dotyczące maszynerii regulującej transport pęcherzykowy – główny system transportowy w naszych komórkach”                                                                                        |
| 2014 |                       | John O’Keefe                    | Stany Zjednoczone · Wielka Brytania | „za odkrycia dotyczące komórek mózgowych odpowiadających za system orientacji w przestrzeni” |
| 2014 |                       | May-Britt Moser                 | Norwegia                            | „za odkrycia dotyczące komórek mózgowych odpowiadających za system orientacji w przestrzeni” |
| 2014 |                       | Edvard Moser                    | Norwegia                            | „za odkrycia dotyczące komórek mózgowych odpowiadających za system orientacji w przestrzeni” |
| 2015 |                       | Tu Youyou                       | Chiny                               | „za odkrycia dotyczące nowej terapii malarii” |
| 2015 |                       | William C. Campbell             | Irlandia                            | „za odkrycia dotyczące nowej terapii infekcji spowodowanych przez pasożytnicze nicienie” |
| 2015 |                       | Satoshi Ōmura                   | Japonia                             | „za odkrycia dotyczące nowej terapii infekcji spowodowanych przez pasożytnicze nicienie” |
| 2016 |                       | Yoshinori Ōsumi                 | Japonia                             | „za odkrycia mechanizmów autofagii” |
| 2017 |                       | Jeffrey C. Hall                 | Stany Zjednoczone                   | „za odkrycia mechanizmów molekularnych kontrolujących rytm dobowy” |
| 2017 |                       | Michael Rosbash                 | Stany Zjednoczone                   | „za odkrycia mechanizmów molekularnych kontrolujących rytm dobowy” |
| 2017 |                       | Michael W. Young                | Stany Zjednoczone                   | „za odkrycia mechanizmów molekularnych kontrolujących rytm dobowy” |
| 2018 |                       | James P. Allison                | Stany Zjednoczone                   | „za odkrycie terapii przeciwnowotworowej poprzez hamowanie negatywnej regulacji immunologicznej” |
| 2018 |                       | Tasuku Honjo                    | Japonia                             | „za odkrycie terapii przeciwnowotworowej poprzez hamowanie negatywnej regulacji immunologicznej” |
| 2019 |                       | William Kaelin Jr.              | Stany Zjednoczone                   | „za odkrycie jak komórki wyczuwają i dostosowują się do dostępności tlenu” |
| 2019 |                       | Peter Ratcliffe                 | Wielka Brytania                     | „za odkrycie jak komórki wyczuwają i dostosowują się do dostępności tlenu” |
| 2019 |                       | Gregg L. Semenza                | Stany Zjednoczone                   | „za odkrycie jak komórki wyczuwają i dostosowują się do dostępności tlenu” |
| 2020 |                       | Harvey Alter                    | Stany Zjednoczone                   | „za odkrycie wirusa zapalenia wątroby typu C” |
| 2020 |                       | Michael Houghton                | Wielka Brytania                     | „za odkrycie wirusa zapalenia wątroby typu C” |
| 2020 |                       | Charles M. Rice                 | Stany Zjednoczone                   | „za odkrycie wirusa zapalenia wątroby typu C” |
| 2021 |                       | David Julius                    | Stany Zjednoczone                   | „za odkrycia receptorów temperatury i dotyku” |
| 2021 |                       | Ardem Patapoutian               | Liban · Stany Zjednoczone           | „za odkrycia receptorów temperatury i dotyku” |
| 2022 |                       | Svante Pääbo                    | Szwecja                             | „za odkrycia dotyczące genomów wymarłych homininów i ewolucji człowieka” |
| 2023 |                       | Katalin Karikó                  | Węgry                               | „za odkrycia dotyczące modyfikacji zasad nukleozydowych, które umożliwiły opracowanie skutecznych szczepionek mRNA przeciwko COVID-19”                                                                        |
| 2023 |                       | Drew Weissman                   | Stany Zjednoczone                   | „za odkrycia dotyczące modyfikacji zasad nukleozydowych, które umożliwiły opracowanie skutecznych szczepionek mRNA przeciwko COVID-19”                                                                        |
| 2024 |                       | Victor Ambros                   | Stany Zjednoczone                   | „za odkrycie mikroRNA i jego roli w postranskrypcyjnej regulacji genów” |
| 2024 |                       | Gary Ruvkun                     | Stany Zjednoczone                   | „za odkrycie mikroRNA i jego roli w postranskrypcyjnej regulacji genów” |